# Parafia Wniebowzięcia Najświętszej Maryi Panny w Wielogłowach
Parafia Wniebowzięcia Najświętszej Maryi Panny w Wielogłowach – parafia rzymskokatolicka znajdująca się w diecezji tarnowskiej, w dekanacie Nowy Sącz Centrum. 
Na terenie parafii znajduje się klasztor Sióstr Karmelitanek Dzieciątka Jezus; przełożoną jest s. Zofia Szczyrk.

## Historia
Parafia powstała prawdopodobnie w połowie XIII wieku. Na jej terenie znajduje się zabytkowy kościół Wniebowzięcia Najświętszej Maryi Panny, który pełnił funkcję świątyni parafialnej do 1995 roku. Dwór z XVII w. natomiast był w latach 1958–2005 klasztorem sióstr Karmelitanek Dzieciątka Jezus. Obecnie siostry mieszkają w nowym klasztorze, przy którym prowadzą przedszkole.
Kościołem parafialnym jest świątynia pw. Miłosierdzia Bożego wybudowana w latach 1990–1995.
Od 2012 funkcję proboszcza pełni ks. Ryszard Mikos.